# Trentepohlia brevicellula
Trentepohlia brevicellula är en tvåvingeart som beskrevs av Alexander 1924. Trentepohlia brevicellula ingår i släktet Trentepohlia och familjen småharkrankar. Inga underarter finns listade i Catalogue of Life.